# لا هویا
لا هویا (به اسپانیایی: La Jolla) یک ساحل تپه‌ای است که ۷ مایل از خط ساحلی اقیانوس آرام را در جنوب کالیفرنیا و شهر سَن‌دیگو اشغال می‌کند. ساحل لا هویا یکی از بهترین محله‌های زندگی در ایالات متحده آمریکا است.
خانه‌های واقع‌شده در ساحل لا هویا از گران‌ترین املاک در ایالات متحده آمریکا محسوب می‌شوند. دانشگاه کالیفرنیا در سن دیگو در این محل قرار دارد.